# Georg Maurer (Schriftsteller)

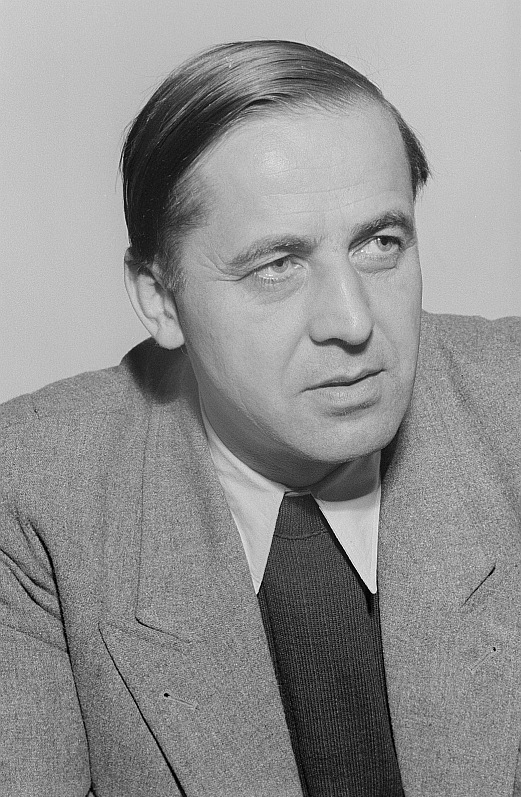
Georg Maurer, 1953

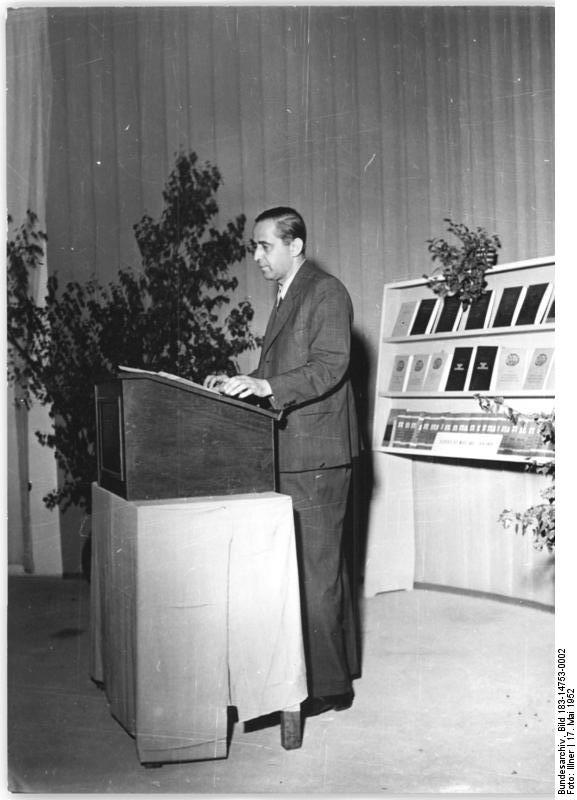
Georg Maurer 1952 in Leipzig

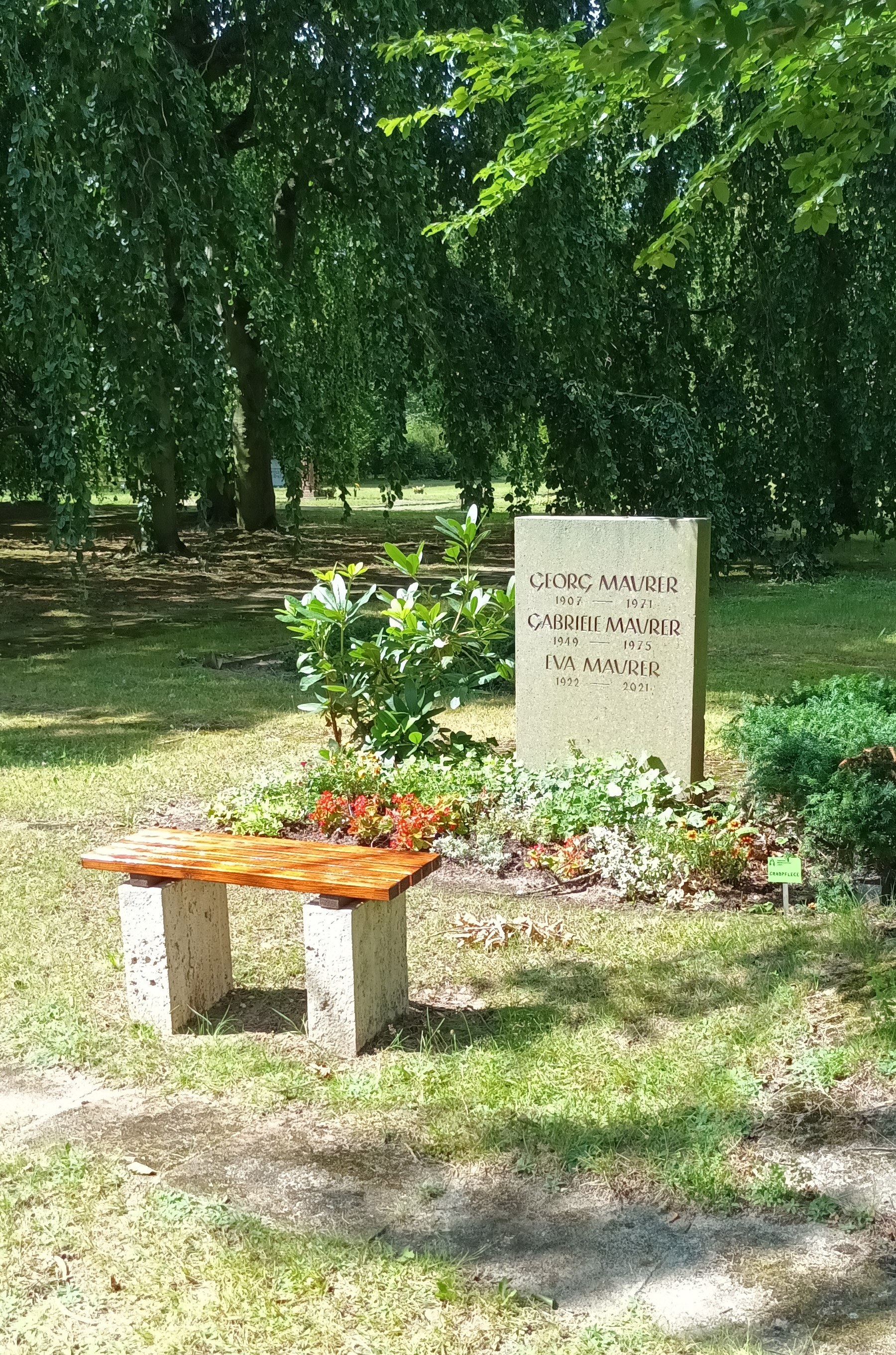
Grabstätte Georg Maurer und Angehörige auf dem Südfriedhof in Leipzig

Georg Maurer (* 11. März 1907 in Reghin (Sächsisch Regen), Siebenbürgen, Königreich Ungarn; † 4. August 1971 in Potsdam) war ein deutscher Lyriker, Essayist und Übersetzer. Er schrieb auch unter den Pseudonymen Juventus, murus und Johann Weilau.

## Leben
Maurer war der Sohn eines Lehrers und Musikers. Er kam 1926 nach Deutschland und studierte bis 1932 in Leipzig und Berlin Kunstgeschichte, Germanistik und Philosophie. 
In der Zeit des Nationalsozialismus war Maurer Mitglied der Reichsschrifttumskammer. Am Zweiten Weltkrieg nahm er als Soldat der Wehrmacht teil. 
Nach der Kriegsgefangenschaft ging er nach Leipzig. Seit 1955 war er Dozent, ab 1961 Professor am Institut für Literatur „Johannes R. Becher“, wo er u. a. maßgeblichen Einfluss auf die Autoren der Sächsischen Dichterschule – Lyriker wie Volker Braun, Sarah und Rainer Kirsch oder Karl Mickel – hatte. Er erwarb sich auch als Übersetzer aus dem Rumänischen Verdienste.
Maurer war Mitglied der Akademie der Künste der DDR. Er zählt zu den bedeutenden deutschsprachigen Lyrikern seiner Generation.

## Ehrungen und Auszeichnungen
- Literaturpreis der Stadt Weimar 1948
- Johannes-R.-Becher-Preis 1961[3]
- Kunstpreis der Stadt Leipzig 1964
- Nationalpreis der DDR 1965
- F.-C.-Weiskopf-Preis 1972 (postum)

- 1977 Benennung der städtischen Bibliothek in Plagwitz nach Maurer[4]
- Gedenktafel am Wohnhaus Maurers in der Menckestraße 18 in Gohlis-Süd[5]
- Nach Georg Maurer ist eine Straße in Leipzig benannt[6]

## Rezeption
„Maurers bildreiche, mitunter komplizierte und metaphorisch überreiche Sprach- und Versführung ist an antiken und deutschen Klassikern (vor allem dem hymnischen Gestus Hölderlins) sowie an Shakespeares Sonettkunst geschult, aber auch Gedichte von volkstümlicher Frische gelangen ihm …“

## Werke
- Ewige Stimmen, Gedichte, Haessel Verlag Leipzig 1936
- Gesänge der Zeit, Hymnen und Sonette, Rupert-Verlag Leipzig 1948
- Barfuß von Zaharia Stancu, Übersetzung 1951
- Zweiundvierzig Sonette Aufbau Verlag Berlin 1953
- Die Elemente, Gedichte Insel Verlag Leipzig 1955
- Gedichte aus zehn Jahren, Verlag Volk und Welt Berlin 1956
- Der Dichter und seine Zeit, Essays und Kritiken, Aufbau Verlag Berlin 1956
- Eine stürmische Nacht von Ion Luca Caragiale, Übersetzung Insel Verlag 1956
- Lob der Venus, Sonette Verlag der Nation Berlin 1956
- Poetische Reise Verlag der Nation Berlin 1959
- Das Lächeln Hiroshimas von Eugen Jebeleanu, Übersetzung Verlag der Nation 1960
- Ein Glückspilz von I.L.Caragiale, Übersetzung Aufbau Verlag 1961
- Dreistrophenkalender, Gedichte, Mitteldeutscher Verlag Halle 1961 ISBN 3-354003-67-7.
- Das Unsere, neue deutsche literatur, Heft 8 1962
- Gestalten der Liebe, Gedichte, Mitteldeutscher Verlag Halle 1964
- Stromkreis, Gedichte, Insel Verlag Leipzig 1964 (Insel-Bücherei Nr. 553)
- Im Blick der Uralten, Gedichte, Insel Verlag 1965
- Gespräche, Gedichte, Mitteldeutscher Verlag Halle 1967
- Essay I, Mitteldeutscher Verlag Halle 1969
- Kreise, Gedichte, Mitteldeutscher Verlag Halle 1970
- Erfahrene Welt, Gedichte, Mitteldeutscher Verlag Halle 1972
- Essay II, Mitteldeutscher Verlag Halle 1973
- Ich sitz im Weltall auf einer Bank im Rosental (Hg. von Eva Maurer) Connewitzer Verlagsbuchhandlung, Leipzig 2007, ISBN 3-937799-22-2.

### Hörbuch
- In: Dichtung des 20. Jahrhunderts: Meine 24 sächsischen Dichter, Hrsg. Gerhard Pötzsch,  2 CDs,  Militzke Verlag Leipzig 2009, ISBN 9783861899358.